# 江蘇足球倶楽部の年度別成績一覧
江蘇足球倶楽部の年度別成績一覧（こうそそっきゅうくらぶのねんどべつせいせきいちらん）では、江蘇足球倶楽部の各年度ごとの成績を詳述する。

## 国際試合

### 公式戦（ACL他）
| 開催年 | 月日     | 大会名                 | 対戦相手           | 開催スタジアム                   | 結果  |
| ------ | -------- | ---------------------- | ------------------ | -------------------------------- | ----- |
| 2016年 | 02月23日 | ACL2016 グループリーグ | ビンズオン         | ビン・ズオン・スタジアム         | △ 1-1 |
| 2016年 | 03月01日 | ACL2016 グループリーグ | 全北現代モータース | 南京オリンピックスポーツセンター | ○ 3-2 |
| 2016年 | 03月15日 | ACL2016 グループリーグ | FC東京             | 東京スタジアム                   | △ 0-0 |
| 2016年 | 04月06日 | ACL2016 グループリーグ | FC東京             | 南京オリンピックスポーツセンター | ● 1-2 |
| 2016年 | 04月20日 | ACL2016 グループリーグ | ビンズオン         | 南京オリンピックスポーツセンター | ○ 3-0 |
| 2016年 | 05月04日 | ACL2016 グループリーグ | 全北現代モータース | 全州ワールドカップ競技場         | △ 2-2 |